# بانزر (لعبة)
لعبة بانزر (بالإنجليزية: Panzar)‏ لعبة حاسب عربية بالكامل، من نشر شركة جيم باور سفن وتطوير استديو بانزر في روسيا، تدور أحداثها في عالم خيالي يشهد صراعات بين قوى متعددة تسعى كل منها لفرض سيطرتها وتوسيع نفوذها. منذ إطلاقها عام 2018، اُعتبرت بانزر أول لعبة عربية تعمل بمحرك كراي إنجن 3، وتنتمي إلى نمط الألعاب الجماعية أو MOBA، والتي يؤدي فيها اللاعب دور شخصية قتالية يختارها من بين 8 شخصيات تختلف من ناحية الخصائص والمهارات الدفاعية وكذلك الهجوميّة. تتميز اللعبة بوجود أنماط لعب متعددة ومختلفة لكل منها قواعده الخاصة، منها نمط الآلة، ونمط السيطرة، ونمط الحصار، إلى جانب وجود خرائط واسعة تختلف بتضاريسها وتفرض البحث عن تكتيكات قتالية تتناسب وطبيعة الموقف.

## الاختصاصات[3]

### المدرع
تخصص دفاعي، مهمته الأساسيّة حماية أعضاء الفريق أثناء القتال مستخدمًا درعه، كما يتصف بقدرته الكبيرة على تحمل الضرر، وسرعته العالية في اختراق صفوف الخصم، إلى جانب براعته في استخدام السيف أيضًا لتفتيت دفاعات الخصم.

### الهمجي
تخصص هجومي، يمتلك قوة جسدية هائلة تساعده في تحطيم ما حوله مستخدمًا هراوته الضخمة، لذلك يُعتبر عنصر أساسيّ يرتكز عليه باقي أعضاء الفريق، وغالبًا ما يؤدي مهمته بكفاءة عالية في قلب المعركة.

### المهندس
تخصص مُساعد، يمتاز بقدرته العالية على السيطرة على أرض المعركة باستخدام الحواجز ودوامات العبور التي تتيح لأعضاء فريقه الانتقال من مكان لآخر بلمح البصر، فضلًا عن قدرته على صنع الفخاخ ليعيق تقدم الخصم ووصوله إلى مناطق السيطرة. يستخدم المهندس مطرقة كبيرة لبناء الآليات القتالية ومساعدة حلفائه وكذلك لحماية نفسه عند تعرضه للضرر في المعركة.

### مدفعي
تخصص دفاعي، يبرُع في التخطيط بعيد المدى، ويستخدم الأسلحة الثقيلة والآلات الحربية لتشكيل غطاء ناريّ يحمي فيه أعضاء فريقه من هجمات الخصم. يستطيع المدفعي تنصيب الفخاخ في الأماكن الاستراتيجية دفاعًا عن مناطق السيطرة.

### سفاح
تخصص هجومي، يتميز بسرعته العالية في الاختفاء عن الأنظار، واستخدامه المتقن للسيف في القضاء على الخصوم إلى جانب أساليب متعددة منها استخدام اللهب، كما يستطيع أيضًا اكتشاف نقاط ضعف خصمه ومباغته بسرعة هائلة.

### معالج
تخصص مُساعد، يُشكل عنصر دعم لأعضاء الفريق خاصة عند تعرضهم لضربات من طرف خصومهم، حيث يساعد في إنعاشهم ويمدّهم بالطاقة اللازمة لاستعادة نشاطهم. للمعالج قدرة قتالية عالية فهو يستخدم الصولجان في القتال إلى جانب القوس والسهم في الهجوم.

### فروستي
تخصص مُساعد، تعتمد أسلوب الهجوم بعيد المدى عبر تجميد الخصم وشل حركته ثم تحويله قطع ثلج صغيرة، كما تتصدى للضربات النارية عبر ارتداء درع يحميها منها.

### الماغما
تخصص هجومي، تستخدم النار كقوة أساسيّة في قتالها مع الخصوم، عبر إرسال كرات ملتهبة أو نيازك متفجرة أو حتى إرسال موجة من الطاقة تعدم الجاذبية وتلقي بالخصوم أرضًا، وتلجأ أيضًا إلى استخدام العصا في القتال القريب، فيما تستخدم بلسم العلاج لاستعادة لطاقتها وإكمال المعركة.

## الخرائط[4]
تضم لعبة بانزر أكثر من 15 خريطة لكل منها تضاريسها وأجوائها الخاصة أبرزها، حصن الكوبرا، منجم البازلت، وادي الهلاك، مختبر السحر، قصر الإمبراطور، وغابة الموت.

## الأنماط[5]
يوجد في لعبة بانزر خمسة أنماط لعب رئيسة لكل منها قواعده وميزاته المختلفة عن الآخر.

### نمط السيطرة
يخوض الفريقان في هذا النمط سباقًا سريعًا مع الزمن للاستيلاء على «منطقة السيطرة»، والتي تقع منتصف الخريطة وتبعد مسافة متساوية عن كليهما، ويكسب الفريق الذي يستولي أولًا على المنطقة ويمنع الفريق الخصم من دخولها ويتمكن من إحراز 500 نقطة خلال المعركة. يمكن خوض نمط السيطرة في المدينة المنسية وحلبة الملوك وشلالات باهارا إلى جانب خرائط أخرى.

### نمط ملك الساحة
يسعى الفريقان للاستيلاء على منطقة السيطرة كما هو الحال في نمط السيطرة تمامًا، لكن الاختلاف الوحيد يكمُن في تحول الفريق الذي يستولي على تلك المنطقة إلى «مدافع» ونقل قاعدته (وهو المكان الذي تنطلق منه الشخصية عند بدء اللعبة) إلى القرب من منطقة السيطرة، وهُنا يتحول دور الفريق الآخر إلى «مهاجم» مهمته الأساسيّة مواجهة الفريق الآخر والاستحواذ على منطقة السيطرة. الفريق الذي يسيّطر على تلك المنطقة أولًا يكسب النقاط، ويمكن تجربة هذا النمط في خريطة مرتفعات البابون، ومنحدر الثلوج.

### نمط الآلة
يتميز هذا النمط بصعوبته نظرًا لوجود عدد كبير من مناطق السيطرة، حيث يتوجب على اللاعبين فرض سيطرتهم على منطقة مُحددة في كل مرة، فضلًا عن وجود آلة سحرية عملاقة، يتغير مكانها بشكل عشوائي في أرض المعركة، يتصارع الفريقان للسيطرة عليها. يُمنح الفريق الذي يفرض سيطرته على المنطقة عددًا محددًا من النقاط، ويكسب الفريق الذي يحرز 500 نقطة أولًا المعركة. يمكن اختبار هذا النمط في خريطة البحيرة المتجمدة ومنجم البازلت.

### نمط الحصار
يختار الفريقان دورهما قبل بدء المعركة، ليلعب أحد الفريقان دور المدافع والآخر دور المهاجم. يعتبر الفريق المهاجم فائزًا في المعركة فور استيلائه على كافة مناطق السيطرة المتواجدة في الخريطة خلال الوقت المحدد، فيما يحرز الفريق المدافع النصر في حال نجح في إبقاء الخصم بعيدًا عن نقاط السيطرة قبل انتهاء المدة الزمنيّة أيضًا. يمكن تجربة هذا النمط في خرائط صحراء جونان والقرية العمالقة ومختبر السحر ومقلع الحجارة.

### نمط كرة القدم الأمريكية
يشبه هذا النمط رياضة كرة القدم الأمريكية من حيث المضمون، ففي مكان ما وسط الخريطة يوجد نيزك كبير تصدر منه قوة سحرية يتوجب على أعضاء الفريقين الاستحواذ على هذا النيزك ونقله إلى مقر قيادة الفريق الخصم حيث توجد بوابة كبيرة ورميه هناك. يحقق الفريق الفوز فور إيصال ثلاث نيازك إلى بوابة الخصم، ويسجل بذلك ثلاث نقاط لصالحه. يمكن لعب هذا النمط في خريطة عرين التنين وآثار بابل.

### نمط القطار البخاري
يحمل هذا النمط من اسمه النصيب الأكبر، حيث تلقى على عاتق الفريق «المهاجم» مهمة حماية القطار البخاري من هجمات الفريق «المدافع»، الذي يسعى نحو إيقافه لينفجر ذاتيًا. تبدأ مهمة الفريق المهاجم فور انطلاق القطار من موقعه وحتّى وصوله إلى جهته، حيث يتوجب عليه صد هجمات المدافعين، وفي ذات الوقت التأكد من سيره بسرعته الطبيعية.
يحرز الفريق المدافع النصر فور نجاحه بإيقاف القطار وانفجاره، في حين يفوز المهاجمون في حال وصوله إلى نقطة النهاية بسلام. يمكن تجربة هذا النمط في خريطة واحدة وهي محطة القطار.